# Adelheidsdorf

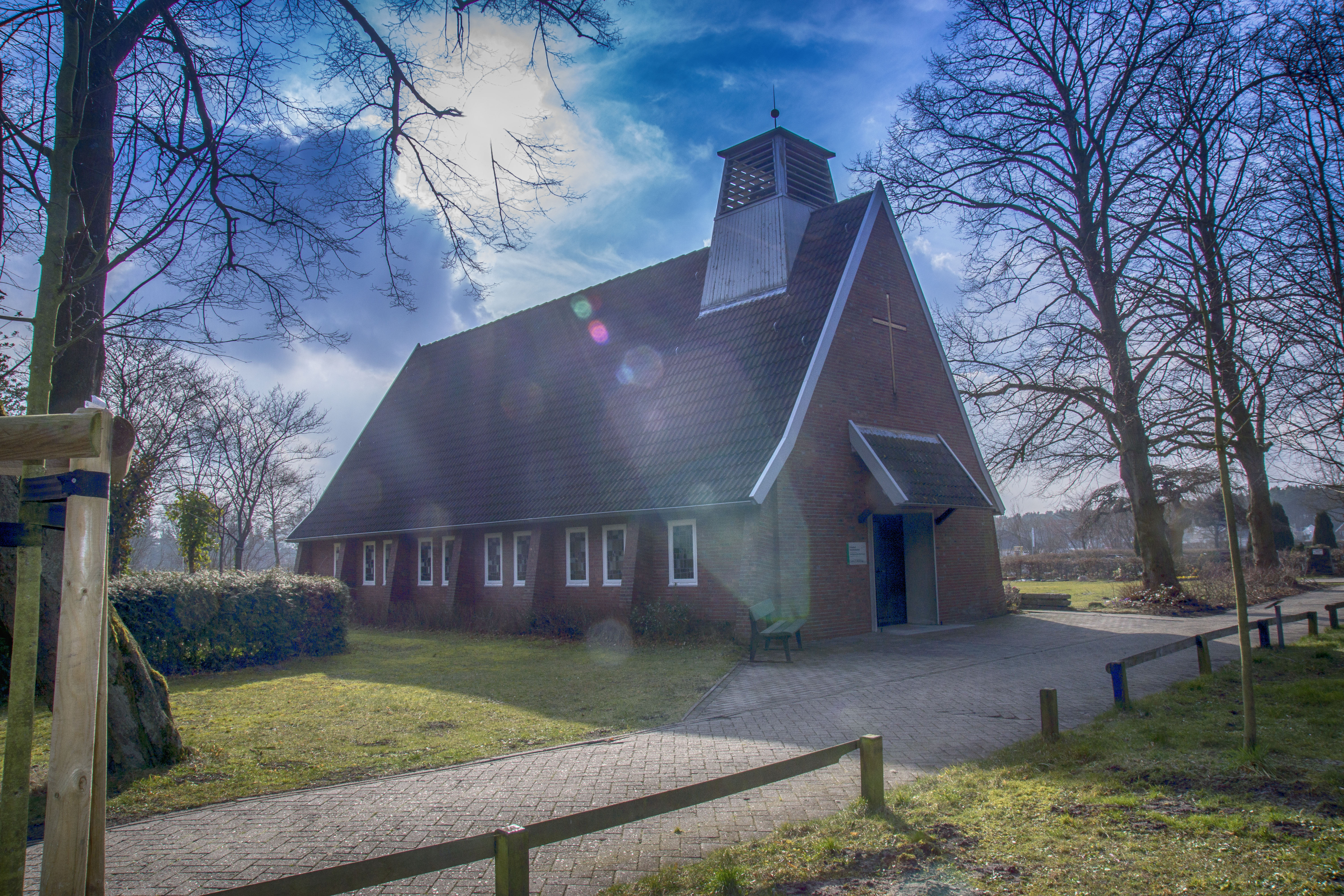
Một nhà thờ tại Adelheidsdorf

Adelheidsdorf là một đô thị ở huyện huyện Celle, trong bang Niedersachsen, nước Đức. Đô thị Adelheidsdorf có diện tích 33,24 km².